# Alonso de la Vega
Alonso de la Vega, född 1510 i Sevilla, död sannolikt omkring 1566 i Valencia, var en spansk skald. 
De 1566 utgivna komedierna Tolomea och Le duquesa de la Rosa samt tragedin Serafina förvärvade honom samtidens beundran. de la Vega uppmärksammades i Moratins Origenes del teatro español och hans verk utgavs i RivadeneirasBiblioteca de autores españoles, band 2. Hans namn är upptaget i Spanska akademiens Catálogo de autoridades de la lengua. 